# Kundy
Kundy (en ruso: Кунды) es una localidad rural y el centro administrativo de Kundynsky Selsoviet, Distrito de Laksky, República de Daguestán, Rusia. La población era de 815 habitantes en 2010. Tiene 5 calles.

## Geografía
Kundy se encuentra a 19 km al noreste de Kumukh (centro administrativo del distrito) por carretera. Kuma y Kara son las localidades rurales más cercanas.